# ドギューン!!
『ドギューン!!』 (Dogyuun) は、東亜プランが業務用に開発しタイトーより1992年に販売された縦スクロールシューティングゲーム。
後にケイブのシューティングゲームを多く手掛ける井上淳哉のデビュー作である。

## 概要
自キャラの攻撃をすべてレーザーにし、大型の空中物を多数登場させ、当時のシューティングとしては珍しくショットのパワーアップが無い、など、従来の東亜プランとはやや異なるテイストとなっている。
当初は『達人王』より先に発売される予定であった。
全10面。何周もループするが、実際にはバグにより5周目でゲームが停止してしまう。
工場出荷設定では、スコアによる残機アップが20万点の一度しかない。当時のゲームとしては珍しくパワーアップがほとんどないので一回死んだら終わりというわけではなく残機数が重要なゲームである。
家庭用への移植は長らく行われていなかったが、セガトイズ（後のセガ フェイブ）より2022年に発売の復刻ゲーム機『アストロシティミニ V』に収録された。2024年には株式会社TATSUJINより『Amusement Arcade TOAPLAN』を通じてiOSとAndroidスマートフォン向けに発売されている。2025年にはシティコネクションよりオムニバス『東亜プラン アーケードコレクション VOL 1』内の一本としてNintendo Switch、PlayStation 4、PlayStation 5、Xbox Series X/S向けに発売される（開発はBitwave Games）。

## ゲームシステム
8方向レバーと3ボタンにより自機を操作する。東亜プランのゲームで唯一3ボタンを使用する。

### ショット
Aボタンで発射する。一定時間ごとに色が変化するショットアイテムを取得することで、ショットを切り替えることができる。同色のアイテムを取った場合はボーナス点が入る。なお、パワーアップは無い。
メガショット（青）
真正面に極太のレーザーを発射する。ボタンを押しっぱなしにすると徐々に弱くなり、押し直すことで元の威力に戻る。ゲーム開始時のショット。
サイコビーム（紫）
弧を描きながら地上の敵を優先して追尾するホーミングレーザー。威力は最も高いが、連射が効かない。
Vレーザー（緑）
ボタン押しっぱなしで雷状のレーザーをV字状に2本発射する。威力は最も低いが、耐久力の低い敵を貫通する。
ホーミングファイアー（赤）
直角に屈折しながら空中の敵を優先して追尾するサーチレーザー。連射可能。

### パーツ
パーツは装備中にBボタンを押すことで効果を発揮する。パーツは一種一個しか装備できないので、同種のパーツを取った場合はボーナス点が入る。パーツ装備中にCボタンを押すと、パーツを後方に捨てる。
ボンバー
Bボタンを押すと自機が一定時間無敵となり、周囲に爆風を起こす。使用後はパーツは無くなる。初期構想では自機が被弾した場合にも自動的に発動しミスを防いでくれる仕様だったが、難易度的な問題のためかこの仕様は製品版では採用されていない。処理の一部には名残があるらしく、ミスした時にボンバーの爆風が起きる。
スピードアップ
Bボタンを押している間、自機の移動速度が大幅に上昇する。また、自機の左右にオプションが付く。オプションは敵弾を防ぐ効果があるほか、メガショット使用時には前方に細いショットを発射する。

### プリソナービーム
パーツを装備していない状態でCボタンを押すと、自機の後方（下）から短いビームを発射する。このビームを空中の敵に当てると、自機の後方に吸い付けて1発分の盾として使用できる。付着してる時間とともに得点が加算されるが、大型の敵を付けてる時は自機の移動速度が大幅に下がる。
同社『ゼロウィング』にもあったシステムだが、敵を前方（上）へ盾にすることができないので、使いにくくなっている。
合体
2人同時プレイ時に、もう一方の自機にプリソナービームを当てると、自機同士が合体し、ショットが大幅に強化される。
合体時の操作はプリソナービームを発射したプレイヤーが行い、ショット、得点などもそのプレイヤーのものに準ずる。どちらのプレイヤーも、Cボタンを押すことで合体を解除できる。

### ロボット
最終面では、アイテムの一種「ロボット」を取得することで、自機がタイトルに登場したロボット形態となり、敵ロボット群に無数のパンチを叩き込んで倒して行くという展開になる。ラスボスの直前でこのパワーアップは解除され、ラスボス戦は通常のシューティングゲームに戻る。

### 隠しアイテム
特定のボスを、特定の色のショットで倒すと出現する。多くの場合、威力の弱い緑色ショットやそのボスに不向きな性質のショットが条件になっているので、上級者向けの隠し仕様だと言える。
一定時間ごとに「10万点ボーナス」と「エクステンド」が切り替わる。一度「エクステンド」を取ると以後は隠しアイテム自体が出現しなくなるので、ハイスコアを狙うなら可能な限り「10万点ボーナス」を取り続ける必要がある。
この特殊アイテムをプリゾナービームで捕獲し、捕獲している特殊アイテムを特殊アイテムにぶつけると2つ同時に同じものを取ることが出来る。このゲームで唯一のエクステンドの機会を2度に増やせるため、攻略手順として、4面で赤を選んでプリゾナーで捕獲し、5面を紫でクリアし、ぶつけて2UPという手順がよく用いられた。